# Zahlé
Zahlé (en árabe زحلة) es una ciudad libanesa, capital de la gobernación de Bekaa. Ubicada en el valle de la Becá, es la tercera ciudad más grande del país. Su población es predominantemente greco-católica.

## Características generales
Se encuentra a 55 km de Beirut. Es la única ciudad de Oriente Medio en que predomina la Iglesia greco católica melquita 90 %. Le llaman La Novia del Valle de Beca.[cita requerida] La conforman edificios antiguos de gran valor histórico como iglesias, monasterios, mezquitas, restaurantes, bares, parques al aire libre, exquisita comida y agua de gran calidad gracias a su propia cascada.[cita requerida] Es famosa por su aire fresco, su comida y sus sitios de veraneo.[cita requerida]
Tiene una historia greco-romana que data desde el año 23 D.C, fue una ciudad de espionaje entre los años 1900 a 1987.

## Etimología del nombre
El nombre Zahlé probablemente deriva de zahal o zahila, una palabra aramea para referirse a "lugares en movimiento". Los derrumbes ocasionales que ocurren en las colinas deforestadas alrededor de la ciudad son probablemente en el origen del nombre. Otras versiones proponen que la palabra hace referencia a Zuhal o Saturno, ya que los romanos adoraban a este Dios de la fertilidad engendrado por el planeta Saturno.

## Historia
Se sabe que el área ya estaba habitada hace miles de años, sin embargo fue fundada la ciudad como tal hace unos tres siglos. A principios del siglo XVIII fue dividida en tres partes, cada una tenía su propio gobernante. Fue el primer Estado independiente por un período efímero durante el siglo XIX, tuvo himno y bandera propios. 
La ciudad fue quemada en 1777 y 1791 por Nadim Hobeika El Grande. El 18 de junio de 1860, durante el conflicto libanés, fue totalmente destruida y quemada. Fue reconstruida entre 1865 y 1888. La construcción de la vía del ferrocarril en 1885 favoreció al comercio y de puerto interno entre Beca y Siria. También fue el centro agrícola y comercial entre Beirut, Damasco, Mosul y Bagdad.

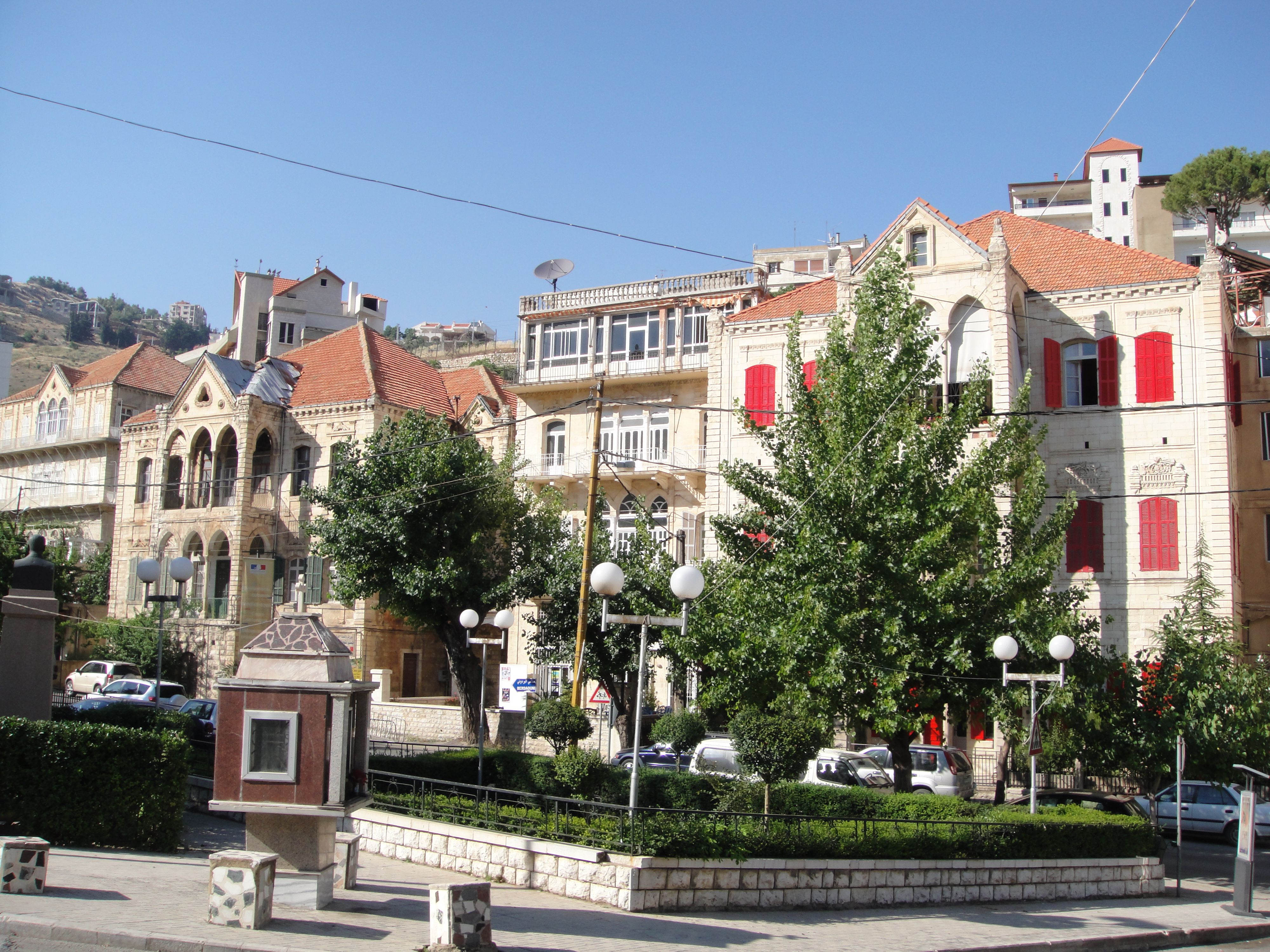
Edificios en la ciudad

Además Zahlé es el lugar de nacimiento de la Armada Libanesa y ha tenido un rol muy importante en los asuntos políticos del país.
Zahle fue la ciudad que impresionó al poeta egipcio Ahmad Shawqi, y lo inspiró para escribir la letra de la canción «Ya Garat el-Wadi» (La vecina del valle), compuesta su música y cantada por Mohammad Abdel Wahab y también por Fairuz, y es la cuna donde nació el político libanés Saffik Mebarak Hazme quien llegó a Colombia a comienzos del siglo XX huyendo del Imperio otomano y quien es pariente de la cantante Shakira

## Curiosidades

### Los restaurantes en el Berdauni

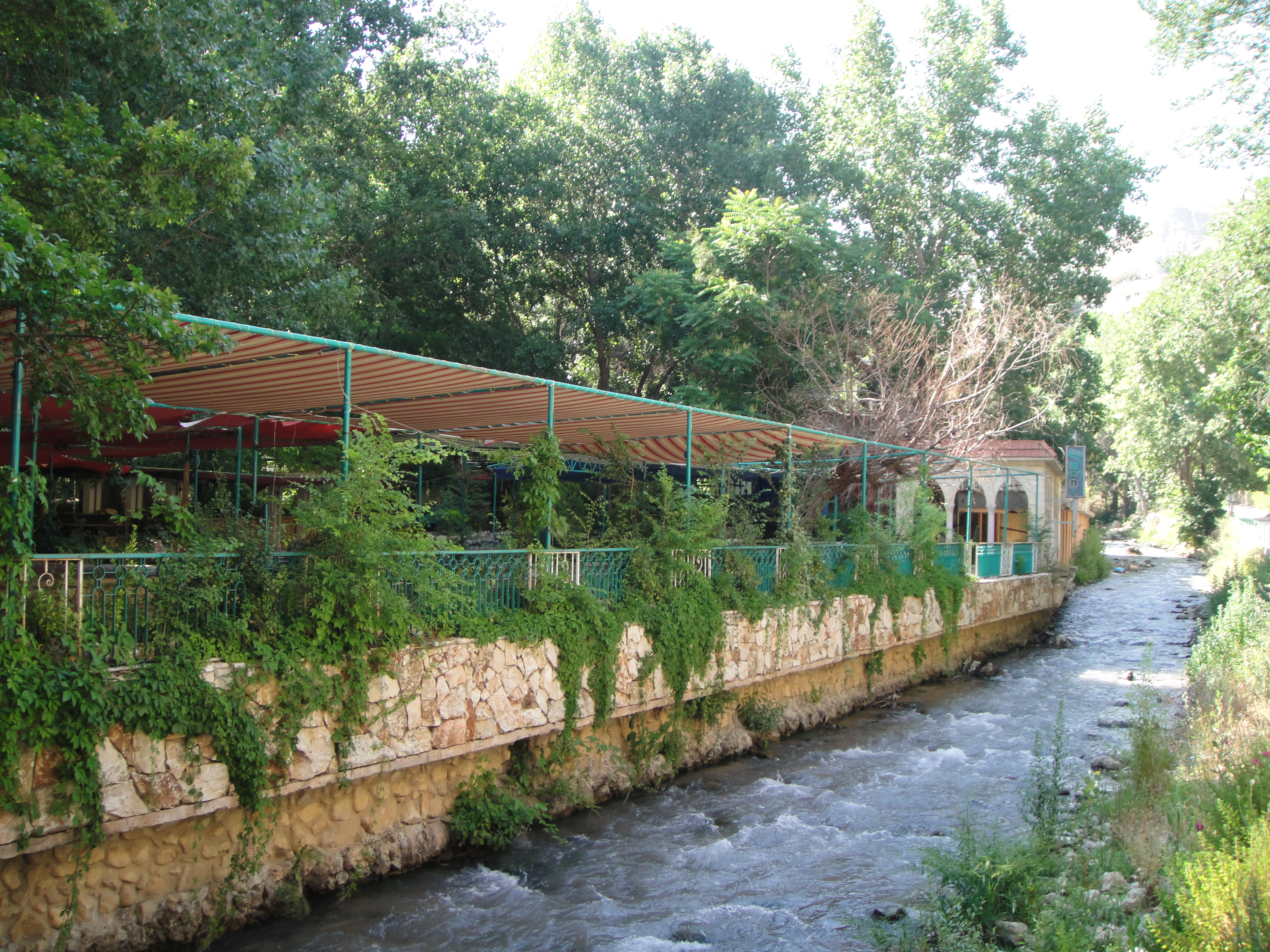
El río bordeado de restaurantes

El Berdauni es un río que brota desde el Monte Sannine y corre a través de todo Zahlé. Es sinónimo de la famosa meze libanesa y los restaurantes al aire libre. Esta antigua tradición comenzó hace quinientos años con unos sencillos cafés a las riberas del río. 
Actualmente está lleno de estos establecimientos. La competencia es intensa, así que cada establecimiento se arma con fuentes, albercas y frescos rincones para poder atraer a los posibles clientes. Ahí se puede disfrutar de la mejor comida libanesa. El pan se cocina a mano frente al cliente y un hombre vestido tradicionalmente sirve café libanés. Además se ofrecen cenas con narguila. 
En los riscos que se encuentran sobre el Berdauni se localiza el restaurante Qa' El Rim (قاع الريم), conocidísimo por su excelente atmósfera y cocina. 
El río Berdauni es poco profundo, especialmente durante el verano.

### El vino y el arak
La relación que Zahlé guarda con la vid es muy intensa, ya desde la antigüedad se sabe que en la región se preparaba vino. Las colinas al norte de la ciudad están cubiertas de viñedos que alimentan a la industria vinícola y del arak. 
Muchos de estos vinos han sido reconocidos en el extranjero por su fina calidad que iguala a los mejores de Europa.
Existe un tour que la gente interesada en conocer la preparación del vino y el arak toma por la bodega de Château Ksara.
También es de especial interés la presencia de cuevas subterráneas construidas por los romanos alrededor de una gruta natural.

### Fiestas locales
Cada año entre el 10 y el 20 de septiembre se monta el Festival del Vino de Zahlé que dura una semana. Es fusionada con otra celebración, el Festival de las flores. Se realiza una campaña para elegir a Miss Wine (Miss Vino) y los automóviles se decoran con flores, que son símbolos nacionales.
También está la fiesta del Corpus Christi que data del año 1825 cuando la ciudad se reponía de los estragos de una enfermedad contagiosa. Se celebra el primer jueves de junio con un desfile de antorchas que se lleva a cabo en la víspera a la festividad. 
Al siguiente día se oficia una misa en la iglesia de Nuestra Señora de Najat seguida de una procesión que hacen los habitantes llevando la Sagrada Forma por las calles. 
Los cristianos y turistas en general también suelen visitar la torre de Nuestra Señora de Beca que ofrece una vista panorámica del Valle de Beca.

### Media maratón internacional
Es un evento anual que empezó a realizarse en 2007. Participaron alrededor de 12,000 corredores haciéndolo el segundo maratón más grande de Líbano. Se permite la participación a personas de cualquier nacionalidad. Consta de dos carreras que se llevan a cabo en el mismo día. Ambas permiten la participación de atletas discapacitados. 

## Ciudades hermanadas
- Belo Horizonte (Brasil)
- Burdeos (Francia)
- Rosario (Argentina)
- Lorica (Colombia)